# TVR Timișoara

Logo stacji TVR Timișoara

TVR Timișoara – regionalna stacja telewizyjna rumuńskiego nadawcy publicznego Televiziunea Română. Jej siedziba mieści się w mieście Timișoara w zachodniej Rumunii. Stacja rozpoczęła nadawanie programu emisyjnego 17 października 1994 roku; wyodrębniła się z ośrodka w Klużu. Obecnie obejmuje: Banat, południową Kriszanę i małą część Transylwanii. Obejmowane okręgi to:
- Temesz,
- Arad,
- Caraș-Severin,
- Hunedoara.

Nadaje od rana do nocy; kiedyś w paśmie lokalnym TVR2, a teraz część jego programów jest od razu emitowana w TVR3. Emitowane są np.: program informacyjny Telejurnal Regional, o godzinie 15 i 21; a także reportaże, magazyny i rozrywka. Niektóre audycje, takie jak Timișoara Internațional są produkowane na kanały ogólnorumuńskie: TVR1, TVR2, TVR3, czy TVR Internațional.
TVR Timișoara współpracuje także z innymi regionalnymi stacjami w pobliżu, w Panczewie i Nowym Sadzie w Serbii, Szeged na Węgrzech i Użhorodzie na Ukrainie.